# Băzoveț, Montana
Băzoveț (în bulgară Бъзовец) este un sat în comuna Vălcedrăm, regiunea Montana,  Bulgaria. 

## Demografie
Componența etnică a satului Băzoveț
     Bulgari (76,31%)
     Nicio identificare (23,68%)
     Altele (0%)
La recensământul din 2011, populația satului Băzoveț era de 114 locuitori. Din punct de vedere etnic, majoritatea locuitorilor (76,31%) erau bulgari. Pentru 23,68% din locuitori nu este cunoscută apartenența etnică.